# Eric S. Raymond
Eric Steven Raymond (často odkazovaný iniciálami ESR; * 4. prosince 1957, Boston) je americký programátor. Je autorem eseje Katedrála a tržiště (anglicky The Cathedral and the Bazaar), která porovnává dva vývojové modely softwaru, a je současným správcem Jargon File (také známý jako The New Hacker's Dictionary). Kvůli Jargon File se proslavil jako historik/antropolog hackerské kultury, od roku 1997 se stal vedoucí osobností hnutí open source.
Raymond je zapálený libertarián. Zajímá se o science fiction, je nadšeným amatérským hudebníkem a má černý pás v taekwondo. Jeho obhajoba Druhého dodatku o právu vlastnit střelnou zbraň a podpora války v Iráku mnoho lidí pobouřila, ale zdá se, že se mu líbí kontroverze, kterou vyvolává.[zdroj?]